# 우산종
우산종(umbrella species)은 어느 지역의 생태 피라미드 구조, 먹이 사슬의 최상층에 있는 생물 종이다. 우산종을 보호함으로써 생태 피라미드의 아래에 있는 동식물이나 넓은 면적의 생물 다양성 ·생태계를 우산을 펼치듯 보호하는 데서 비롯한 개념이다.

## 종류

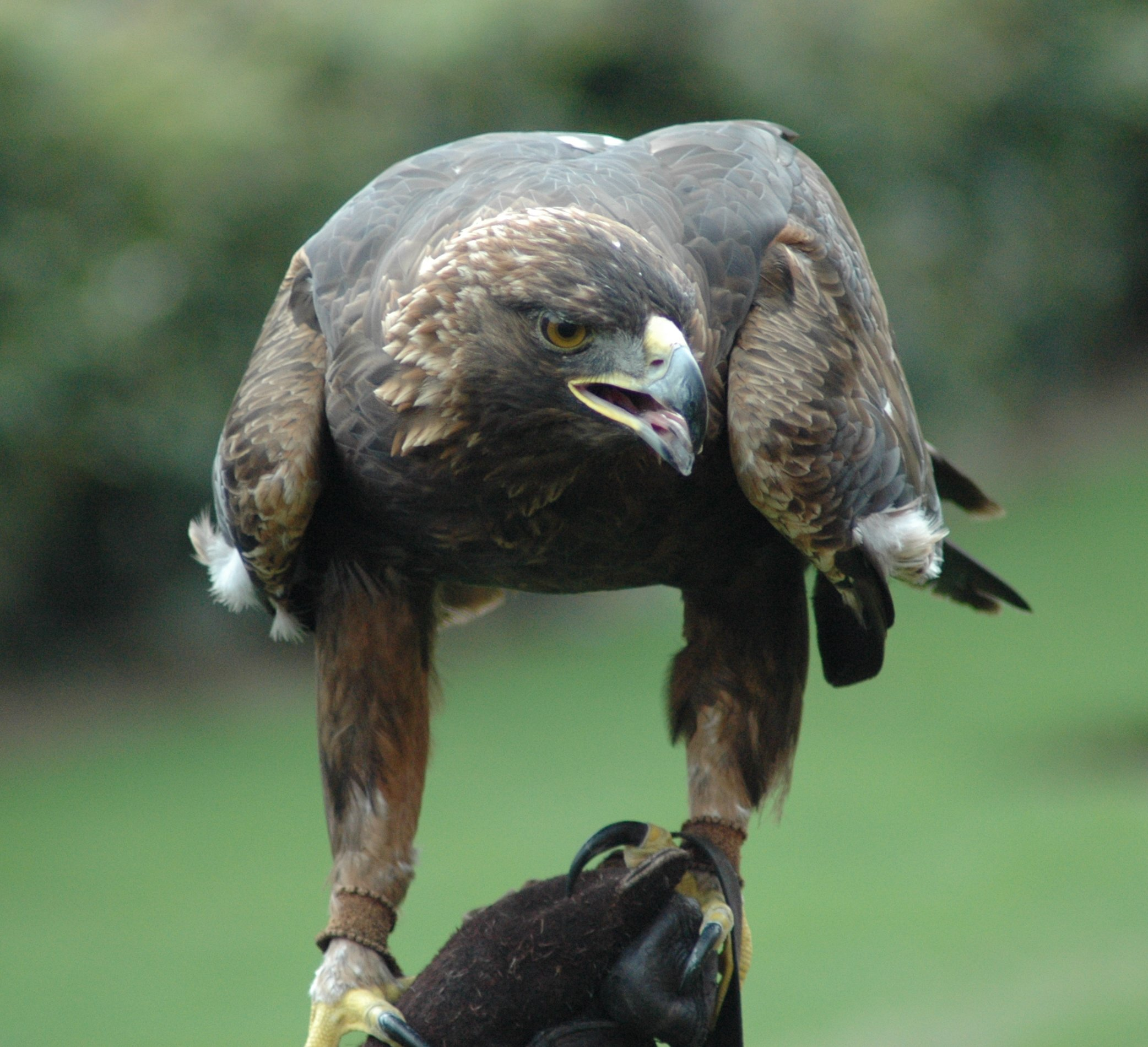
검독수리 Aquila chrysaetos
크고 작은 포유류와 조류, 파충류를 포식한다.

대형 육식 포유류나 맹금류처럼 넓은 서식지를 필요로하는 생물 종이 우산종으로 취급되는 경우가 많다 . 옐로스톤 국립공원에서 육식 동물 연구에서 대형 육식동물은 우산종으로는 있을 수 없다는 연구도 있다 .
대형 동물은 아무리 다양서식하며 대형 동물 서식지의 질이 서식지 전문 중소형 짐승 등에 바람직하다고 보장이 없으면 얼마나 넓은 서식지를 필요로 하는 생물 종이라 해도 우산종이라고는 일컫지 않게 된다 .

### 보전생태학의 정의를 만족하는 종
- 독수리 · 매 류 ( 참매[1], 검 독수리[1], 회면송골매 등)
- 올빼미 류[1]
- 딱따구리 류[1]
- 황새[4]
- 호랑이 류[1]

### 일반적으로 우산종으로 인정받는 종
대형 짐승과 다른 중소형 짐승의 서식지의 관련성이 밝혀지지 않은 것 등에서 우산종인지 논쟁의 여지는 있다 .
- 곰 류 ( 갈색 곰, 곰 등)[2][3]
- 코뿔소 류[1][2]

포유 동물은 구체적으로 우산종의 조건을 충족하고 있다는 것을 밝힌 연구 결과는 공표되지 않았다 .

## 같이 보기
- 보전생태학
- 핵심종
- 깃대종
- 지표종